# Плющев, Юрий Иванович
Юрий Иванович Плющев — советский учёный в области физики плазмы, лауреат Ленинской премии (1972).
Родился 19 февраля 1927 г. в с . Рыбушка Тарищевского района Саратовской области в семье служащих.
После окончания физического факультета Саратовского университета (1950, с отличием) работал в КБ-11 (ВНИИЭФ) сначала в теоретическом отделе, с 1951 г. в отделе А. Д. Сахарова: инженер-вычислитель, с 1956 г. старший инженер, с 1958 г. младший научный сотрудник. В 1970 г. утверждён в учёном звании старшего научного сотрудника.
Автор 32 специальных отчётов и нескольких статей в области физики плазмы.
В 1981 г. уволился из института по собственному желанию.
Лауреат Ленинской премии 1972 года в составе коллектива: Смирнов Е. Н., Людаев Р. З., Плющев Ю. И., Терлецкий Я. П., Жаринов Е. И. — за работы в области магнитной кумуляции.
Сочинения:
- Сахаров А. Д., Людаев Р. З. , Смирнов Е. Н. , Плющев Ю. И. , Павловский А. И. и др .// Докл . АН СССР . 1965. Т. 196. No 1. С. 65— 68 .
- Сахаров А. Д., Людаев Р. З., Смирнов Е. Н., Плющев Ю. И., Павловский А. И., Чернышев В. К., Феоктистова Е. А., Жаринов Е. И., Зысин Ю. А. Магнитная кумуляция// Сахаров А. Д. Научные труды. — М. : ЦентрКом, 1995. — С. 65—68.
- Магнитокумулятивные генераторы с трансформаторным выводом энергии. В. Ф. Бухаров, В. А. Васюков, В. Е. Турин, Д. И. Зенков, А. С. Кравченко, Р. 3. Людаев, А. И. Павловский, Ю. И. Плющев, Л. Н. Пляшкевич, А. М. Шувалов. Прикладная механика и техническая физика, 1982 год, номер 1.